# 바이오하자드: 엄브렐러 크로니클즈
《바이오하자드 엄브렐러 크로니클즈》(일본어: バイオハザード アンブレラ・クロニクルズ, Resident Evil: The Umbrella Chronicles)는 캡콤이 제작한 서바이벌 건슈팅 게임으로, Wii용 게임 소프트웨어이다. 2006년 E3에서 제작 발표를 하였으며, 명칭은 같은 해 9월 14일에 발표되었다. 미국에서는 2007년 11월 13일, 일본에서는 2007년 11월 15일, 한국에서는 2008년 6월 20일 발매되었다. 후속편으로 《바이오하자드 다크사이드 크로니클즈》가 제작되고 있다.
게임의 줄거리는 바이오하자드 시리즈 전체에 관여되어 있는 제약회사 엄브렐러의 연대기를, 이전에는 엄브렐러사의 연구원이었으나 지금은 기밀 문서에 속하는 단체에서 비밀스러운 계획과 행동을 취하는 인물 알버트 웨스커가 해설해주는 것으로 이어진다. 주된 스테이지는 엄브렐러의 붕괴에 대해서 다룬 새로운 이야기와 더불어 《바이오하자드 0》, 《바이오하자드》, 《바이오하자드 3 LAST ESCAPE》에서 있었던 사건들을 요약한 다섯 개의 메인 시나리오로 구성되어 있다. 과거 바이오하자드 게임의 인물들이 대거 등장한다는 것이 특징이다.
일본에서는 일반판과 함께 특별 패키지, Wii 재퍼, 웨스커에 관한 사건 개요 책자 〈웨스커의 엑스트라 리포트〉 (풀 컬러 28 페이지), 오리지널 스티커가 포함된 《바이오하자드 엄브렐러 크로니클즈 익스퍼트 패키지》도 동시 발매하여 한정 판매를 실시하였다. 한국에서는 게임 발매에 앞서 온라인 예약판매를 실시, 예약 구매자에게 스타즈 고급 티셔츠가 특전으로 제공되었다. 예약판매는 기간이 끝나기 전 2000장 모두 조기 종료되었다. 캡콤 엔터테인먼트 코리아 측에서는 바이오하자드 시리즈 중에서 최초로 한글화가 된 타이틀이라는 것이 조기 종료의 큰 요인으로 작용하였다고 설명하였다.

## 개발
이 게임은 캐비아와 캡콤이 공동으로 제작하였고, PS2판의 《바이오하자드 4》를 제작한 마사치카 카와타가 감독하였다. 2006년 E3에서 캡콤은 Wii 전용의 바이오 하자드 게임을 제작 중에 있다는 발표를 하였으며, Wii 리모콘만의 장점을 살려 플레이어들에게 새로운 경험을 선사할 것이라는 언급을 하였다. 《뷰티풀 조》와 《오오카미》와 같은 게임을 제작한 캡콤 소속의 클로버 스튜디오 또한 제작에 참여하였다.
2006년 11월 3일에 열린 닌텐도 월드에서는 2007년에 발매될 예정이라는 발표와 함께 게임의 영상이 공개되었다. 2007년 4월 6일에는 일본의 공식 웹사이트에서 티저 영상을 공개하였다. 이어서 2007년 4월 13일에는 캐릭터 프로필과 스크린샷이 포함된 두 번째 트레일러가 공개되었다. 캡콤의 기획 및 조사 디렉터 크리스티안 스벤슨은 게임이 480의 순차 주사 방식과 16:9의 와이드스크린을 지원할 것이라고 언급하였다. 《바이오하자드 4 위 에디션》에도 특전 영상으로 트레일러가 포함되어 있는데, 여기에 포함된 영상은 오리지널의 양관과 라쿤 시의 일부 지역을 보여주었다. 2007년 7월 11일의 E3에서 닌텐도 측은 총 악세사리인 Wii 재퍼를 게임에서 사용할 수 있다고 언급하였다.
이 게임은 처음에는 《바이오하자드 4》와 비슷한 방식의 플레이를 지원할 예정이었으나, 일인칭 건슈팅으로 장르가 변경되었다. 파미통과의 인터뷰에서 프로듀서인 마사치카 카와타는 게임의 플레이 방식을 과감히 바꾼 이유를 설명하였다. 그는 인터뷰에서 "Wii 유저들은 편리한 것을 좋아한다. 바이오 하자드 4 스타일의 게임은 Wii 사용자들이 즐기기에는 매우 복잡하다. Wii 유저들에게 조작의 어려움은 장애가 된다"라며, 게임 제작의 방향이 "낮은 난도로의 조절"과 "매니아만의 요소를 줄인 게임"이라 밝혔다.
또한, 게임동아와의 인터뷰에서는 "타 게임기에 비해서 Wii는 별도의 슈팅용 디바이스를 구입할 필요가 없다는 점이 게임의 기획을 세우는 데 크게 영향을 주었다"고 언급하였다.

## 설정
엄브렐러 크로니클즈는 기존의 바이오하자드 시리즈의 여러 줄거리 요소가 바탕이 된 몇가지 시나리오로 이루어져 있다. 게임의 처음 세 시나리오 〈황도 특급 사건〉, 〈양옥 사건〉, 〈라쿤 시 괴멸 사건〉은 기존 시리즈에서 등장했던 1998년 라쿤 시와 도시의 근교 지역에서 일어난 사건을 다루고 있다. 마지막 시나리오에서는 2003년 러시아를 배경으로 이 작품 고유의 이야기가 등장한다.

## 등장인물
알버트 웨스커 (Albert Wesker)
이 작품의 진정한 주인공. 《바이오하자드》, 《바이오하자드 0》, 《바이오하자드 CODE:Veronica》 및 《바이오하자드 4》의 등장인물로, S.T.A.R.S. 알파 팀의 대장이었기도 하다. 시리즈 전체의 여러 사건의 배후에 있는 남자이다. 트레이드 마크인 선글라스의 뒤에 은밀하고도 거대한 야망을 품고 있다.
크리스 레드필드 (Chris Redfield)
《바이오하자드》, 《바이오하자드 CODE:Veronica》 및 《바이오하자드 5》의 주인공. S.T.A.R.S. 알파 팀 소속. 〈양옥 사건〉에서 원래 작품과는 다르게 질과 함께 행동한다. 또한, 원래 시나리오에서는 다시 질과 함께 엄브렐러의 러시아 기지로 돌입한다.
질 발렌타인 (Jill Valentine)
《바이오하자드》 및 《바이오하자드 3》의 주인공. S.T.A.R.S. 알파 팀 소속. 〈양옥 사건〉에서는 크리스와 함께 행동하고, 〈라쿤 시 괴멸 사건〉에서는 카를로스와 함께 네메시스 (추적자)의 손을 피해 도시 탈출을 목표로 한다. 그 후 크리스와 함께 사설대인 바이오하자드 부대에 입대하여 러시아 기지로 돌입한다.
레베카 쳄버스 (Rebecca Chambers)
《바이오하자드 0》의 주인공 및 《바이오하자드》의 서브 주인공. S.T.A.R.S. 브라보 팀 소속. 〈황도 특급 사건〉에서는 빌리와, 비밀 시나리오에서는 리차드와 함께 행동한다.
빌리 코엔 (Billy Coen)
《바이오하자드 0》의 주인공. 전 해병대 소위. 아프리카에서 마을 주민 23명을 살해한 죄로 사형 판결을 받았다. 〈황도 특급 사건〉에서 레베카와 만나 함께 행동한다.
카를로스 올리베이라 (Carlos Oliveira)
바이오하자드 3의 서브 주인공. U.B.C.S. (엄브렐러 바이오하자드 대책 부대) 용병 소속. 질과 함께 도시 탈출을 목표로 하는 청년. 〈라쿤 시 괴멸 사건〉에 등장한다.
리처드 에이컨 (Richard Aiken)
《바이오하자드》의 등장인물. S.T.A.R.S. 브라보 팀 소속. 〈양옥 사건〉에서 죽게 되지만, 본 작품에서는 레베카의 비밀 시나리오에서 파트너로 함께 행동한다.
에이다 웡 (Ada Wong)
《바이오하자드 2》 및 《바이오하자드 4》의 서브 주인공. 모든 것이 수수께끼에 싸인 여성이며, 에이다 웡이라는 이름도 가명이다. 본 작품에서는 시리즈 2편에서 행방불명이 되고 나서 라쿤 시를 탈출할 때까지의 모습이 나타난다. 중상을 입어서 붕대를 몸 여러 군데에 감고 있다. 〈라쿤 시 괴멸 사건〉의 〈빈사〉에서 출연. 본 작품에서도 도구인 훅 쇼트를 자주 사용한다.
레온 S. 케네디 (Leon Scot Kennedy)
《바이오하자드 2》 및 《바이오하자드 4》의 주인공. 게임 중에서는 에이다의 회상 장면에서만 등장하지만, 소설판에서는 에이다가 아네트 버킨에게 총격당할 때까지 함께 행동한다.
헝크 (Hunk)
《바이오하자드 2》의 미니 게임 〈The 4th Surviver〉의 주인공 및 《바이오하자드 2》의 미니 게임 〈THE MERCENARIES〉의 플레이어 캐릭터 중 한 명. U.S.S. (엄브렐러 특수 공작 부대) 소속. 시리즈 4편의 특수기술 〈처형〉은 지금도 건재한다. 본 작품에서는 G 바이러스의 캡슐에 반사되어 방독면을 벗은 본 모습이 보인다. 〈라쿤 시 괴멸 사건〉의 〈The 4th surviver〉에서 출연한다.
세르게이 우라지미르 대령 (Colonel Sergei Vladimir)
새로 등장하는 캐릭터. 원래 소련군의 대령으로, 현재는 엄브렐러의 친위대장이다. 군사 시대의 인맥이 풍부하고, UBCS의 설립에도 깊은 관련이 있어 오즈웰 E. 스펜서에게는 보통 이상으로 충성을 다하고 있다. 또, 마커스 소장에게는 개인적인 은의를 느끼고 있는듯 하다. 엄브렐러를 지키고자 웨스커의 앞을 끝까지 가로막는다. 최후에는 스스로에게 바이러스의 힘을 투여하면서까지 공격하지만 웨스커에게 쓰러진다.
브론슨
〈엄브렐러 종언〉 시나리오에서 등장하는 특수부대원. 다른 대원들과 함께 엄브렐러 시설에 내려왔지만 크리스와 질에게 시체로 발견된다.

## 줄거리
엄브렐러 크로니클즈의 첫 번째 시나리오는 《바이오하자드 0》의 사건이 바탕이 되며, STARS 요원 레베카 쳄버스와 해군 출신 빌리 코엔이 버려진 엄브렐러의 간부 양성소로 향하는 황도 특급 열차에서 겪는 사건을 다룬다. 간부 양성소에 도착하자 그들은 엄브렐러 사의 공동 설립자이자 과학자이며, 실험체 거머리를 통해 부활을 하게 된 제임스 마커스라는 인물과 마주친다. 쳄버스 일행과 대면한 후에 마커스는 거머리들을 이용해 기괴한 괴물로 변이하여 위협하지만 일행에게 제압 당한다. 쳄버스와 코엔은 가까스로 자폭하는 간부 양성소를 탈출한다. 시나리오의 또 다른 비밀 챕터에서는 알버트 웨스커의 활동을 따라간다. STARS 알파 팀의 리더인 웨스커는 간부 양성소에서 탈출을 시도한다.
두 번째 시나리오에서는 첫 번째 시리즈인 《바이오하자드》의 사건을 다시 재현한다. 크리스 레드필드와 질 발렌타인은 본래의 설정과는 다르게 함께 행동한다. 레드필드와 발렌타인은 좀비로 가득 찬 양옥에 들어가게 되고, 우여곡절 끝에 양옥 최하층에 있는 엄브렐러 사의 비밀 실험실에 도착하게 된다. 둘은 실험실에서 강력한 실험체 타일런트를 발견하고 퇴치하는 데 성공한다. 시나리오의 첫 번째 비밀 챕터에서는 레베카 쳄버스의 《바이오하자드 0》와 《바이오하자드》 사이의 행적을 밝히며, 두 번째 비밀 챕터에서는 웨스커가 죽은 후에 일어난 그의 부활과 탈출을 다루고 있다.
이어지는 시나리오는 《바이오하자드 3 : 라스트 이스케이프》의 사건이 일어난 라쿤 시에서 진행된다. 다시 돌아온 발렌타인과 그와 한쌍이 되어 행동하는 용병 카를로스 올리베이라는 T 바이러스의 위협으로부터 살아남고자 사투를 벌인다. 좀비가 된 시민들을 물리친 후에 발렌타인과 올리베이라는 발렌타인을 없애기 위해 보내진 업그레이드된 타일런트 네메시스와 마주치게 된다. 일행은 네메시스를 없애고 미국 정부에 의해 파괴될 예정인 라쿤 시를 기적적으로 탈출하게 된다. 시나리오의 두가지 비밀 챕터에서는 메인 시나리오의 사건 동안의 에이다 웡과 헝크의 행적을 따라가고 있다.
게임의 마지막 시나리오는 기존 시리즈에서 나타나지 않았던 새로운 요소로, 레드필드와 발렌타인이 러시아에 있는 엄브렐러 사의 마지막 요새로 잠입한다. 부대의 인솔을 따라 눈보라가 치는 요새에 도착한 일행은 좀비가 된 군인, 돌연변이들과 마주치게 된다. 좀비들의 위협에도 불구하고 레드필드와 발렌타인은 요새의 중심부에 도착하여, 엄브렐러 사 최후의 창조물인 T-ALOS 프로젝트를 발견하고 없애는 데 성공한다. 시나리오의 마지막 비밀 챕터에서는 웨스커가 요새로 잠입하여 엄브렐러 사의 기밀 문서를 회수하는 과정을 담고 있다. 그는 오랫동안 그를 방해해왔던 인물 세르게이 블라디미르와 직면하게 되고 그를 없앤다. 게임의 크레딧에서는 엄브렐러 사의 비밀이 마침내 세상에 드러나게 된다. 결과적으로 정부는 회사를 해산시키고 엄브렐러의 고위 임원들에게 법적인 조치를 취하게 된다.

## 게임플레이
엄브렐러 크로니클즈는 자동으로 이동하는 일인칭 건슈팅 게임이다. 따라서 총 악세사리인 Wii 재퍼를 사용하여 플레이할 수도 있다. 플레이어는 앞에 있는 길을 따라서 적을 총으로 쏘는 방식으로 게임을 진행한다. 액션 버튼을 사용하여 추가 무기와 회복 아이템을 입수할 수 있으며, 지형지물을 이용하여 적을 공격하거나, 때때로 갈림길 중 하나를 선택하여 진행하는 경우도 있다. 눈차크의 아날로그 스틱을 사용하면 제한적인 범위 안에서 주변을 둘러볼 수 있는 카메라 조작이 가능하다. 액션 버튼을 누르고 위 리모콘을 흔들 경우 근접 무기를 사용할 수 있으며, 특정 장면에서 함정이나 적을 피할 때 화면에 등장하는 커맨드를 입력해야 할 때도 있다. 또, 특정 조건에 해당될 경우 위 리모콘을 흔들어서 카운터를 사용할 수도 있다. 각 스테이지는 개별적인 챕터와 저장 체크 포인트를 포함하고 있으며, 게임 오버가 될 경우 저장된 체크 포인트부터 다시 시작한다. 스테이지가 끝나면 플레이어의 실적 등급인 랭크에 따라서 별을 얻을 수 있는데, 이것을 사용하여 무기를 개조할 수 있다. 잠긴 챕터나 비밀 챕터를 열기 위해서는 S 랭크를 얻어야 하는 경우도 있다. 랭크는 파괴한 적과 오브젝트, 획득한 어카이브, 크리티컬 횟수의 영향을 받는다. 난이도는 이지, 노멀, 하드 3 종류가 있는데 난이도에 따라서 얻을 수 있는 어카이브 아이템도 있다.
2인 동시 플레이를 할 때는 체력 게이지를 두 사람이 공유하여 사용한다. 헝크의 "the 4th survivor" 챕터를 클리어하면 싱글 플레이 전용 챕터를 2인용 모드로 플레이할 수 있다. 챕터를 선택하면 2인용 모드를 선택할 수 있게 되는데, 동일한 캐릭터로 플레이하는 것이지만 겨냥하는 포인터는 따로 주어진다. 또한, 헝크의 챕터를 클리어하는 것으로 스페셜 스테이지도 플레이할 수 있다.

## 평가
엄브렐러 크로니클즈는 평론가들로부터 평균 이상의 점수를 받았다. 게임프로는 밝힐 수 있는 비밀과 만족스러운 게임플레이에 대해 호평하였으며, "엄브렐러 크로니클즈의 유일한 단점은 그 오랜 장수가 화제가 되는 것"이라 평했다. 게임트레일러는 "모든 것이 환상적"이고 "해당 장르에서 최고"라 평하며, 놀라운 길이와 밝힐 수 있는 요소, 《바이오하자드 4》보다 부족하지만 만족스러운 그래픽에 대해서 호평하였다. 또한 정해진 길로 이동하는 것이 두려움을 유발하며, 이것이 시리즈의 팬들에게 보내는 "근본적인 러브 레터"라는 말을 덧붙였다.
IGN는 "놀랍고도 멋진" (amazingly cool) 디자인이라 평하였지만 느린 게임플레이, 《바이오하자드 2》와 《바이오하자드 4》의 설명 부족에 대해서는 불만을 표시하였다. IGN은 한편으로 게임에 대해서 "매우 인상적" (pretty impressive)임을 표하고 "재미를 거부하지 않는" (there’s no denying the fun) 작품이라 평하였다.
Escapist의 벤 크로쇼 (Ben Croshaw)는 그가 진행하는 Zero Punctuation에서 게임을 평가하였는데, 게임이 정해진 대로 이동하기에 수준이 한 발 물러난 것 같다고 느꼈지만, "매혹적인 부활" (charming retro feel)이라 평하였다.
게임스팟은 쉬운 조작과 게임의 느낌과 분위기에는 호평하였지만 음악에 대해서는 "은근히 분위기를 해친다며" (it undermines the atmosphere) 혹평하였다. 또한 "온 레일 슈터와 같은 게임 방식은 구속됐다는 느낌을 줄 수 있다" (on-rails shooter gameplay can still feel restrictive)고 평하였다. 1up.com는 엄브렐러 크로니클즈에 "쉽게 적응할 수 있고, 만족스러운 사수"라는 명칭을 부여했다. 게임플레이에서 제공하는 깊이와 전략에 대해서 호평하였지만, 헤드샷이 어렵다는 점을 들며 "게임 컨셉에 만족하지 못한 것이나 마찬가지다" (it never really amounts to more than its concept)라고 혹평했다. 또한, "놀랄 만큼 풍부한 경험" (a surprisingly meaty experience)이라 부르며 "쉬운 난이도에 환영한다" (welcome accessibility)며 만족스러운 평가를 내렸다.
게임은 2007년 11월 첫 발매 이래 전 세계에서 110만장이 판매되었다.

## 관련 상품
- CD

바이오하자드 엄브렐러 크로니클즈 오리지널 사운드트랙 (세르퓨타 CPCA-10191) 2007년 12월 19일 발매
- 가이드 북

바이오하자드 엄브렐러 크로니클즈 오피셜 가이드 북 (캡콤 ISBN 978-4-86233-161-8)
바이오하자드 엄브렐러 크로니클즈 공식 가이드 북 (엔터 브레인 ISBN 978-4-7577-3954-3) 2007년 12월 22일 간행
- 소설

바이오하자드 엄브렐러 크로니클즈 SIDE A (카도카와 호러 문고 ISBN 978-4-04-352211-8) 2007년 12월 22일 간행
바이오하자드 엄브렐러 크로니클즈 SIDE B (카도카와 호러 문고 ISBN 978-4-04-352212-5) 2008년 1월 간행
- 아트북

바이오하자드 엄브렐러 크로니클즈 아트 오브 아츠 (캡콤 ISBN 978-4-83233-172-4 {{isbn}}의 변수 오류: 유효하지 않은 ISBN.) 2008년 2월 20일 간행
캡콤은 2007년 말, 바이오하자드 엄브렐러 크로니클즈의 발매와 함께 넓은 범위의 관련 상품을 출시함으로써 게임을 홍보하고, 세부적인 줄거리를 공개하였다. 발매된 관련 상품은 그래픽 노벨과 스핀 오프 노벨, 공식 사운드트랙이다.
《바이오하자드 엄브렐러 크로니클즈 ~붕괴로의 서곡~》 (일본어: バイオハザード アンブレラ・クロニクルズ ～崩壊への序曲～)은 일본 아키타 쇼텐의 《주간 소년 챔피언 매거진》을 통해서 2편 완결의 코믹스 시리즈로 연재되었다. 첫 번째 편은 일본에서 게임이 발매된 2007년 11월 8일 잡지 50호에 게재되었고, 완결인 2편은 51호에 게재되었다. 미야자키 마사루가 만화의 줄거리, 마츠다 나오츠구가 만화의 그림을 담당하였다. 줄거리는 게임을 모티브로 하여 가상의 러시아 마을이 배경이 된다. 만화에서 주인공 크리스 레드필드와 질 발렌타인은 여러 가지 기묘한 사건에 휩싸이게 된다.
《바이오하자드 엄브렐러 크로니클즈 SIDE A》 (일본어: バイオハザード アンブレラ・クロニクルズ SIDE A)와 《바이오하자드 엄브렐러 크로니클즈 SIDE B》 (일본어: バイオハザード アンブレラ・クロニクルズ SIDE B)는 《바이오하자드 엄브렐러 크로니클즈》의 사건을 바탕으로 쓰여진 소설로 게임의 내용이 그대로 소설화되었다. 첫 번째 소설은 일본에서 2007년 12월 22일, 두 번째 소설은 2008년 1월에 출판되었다.
게임의 사운드트랙은 다카다 마사후미와 후쿠다 준이 작곡하였으며 에이다 웡의 모습이 앨범 커버로 사용되었다. CD는 총 49 트랙으로 구성되어 있으며 일본에서 《바이오하자드 엄브렐러 크로니클즈 오리지널 사운드 트랙》이라는 이름으로 2007년 12월 19일 출시되었다. 세르퓨타가 제작하였으며 소니 뮤직 디스트리뷰션이 3150 엔으로 유통하였다. 사운드트랙은 풀 컬러 소책자를 포함하고 있으며 특별히 스페셜 슬리브 케이스로 된 한정판이 출시되었다.